# Nomi (miasto)
Nomi (jap. 能美市 Nomi-shi) – miasto w Japonii w  prefekturze Ishikawa, w środkowej części wyspy Honsiu.

## Położenie
Miasto leży na wybrzeżu Morza Japońskiego. Graniczy z miastami:
- Hakusan
- Komatsu

## Historia
Nomi otrzymało status miasta 1 lutego 2005, powstało z połączenia miasteczek: Neagari, Tatsunokuchi i Terai.